# Paul Thompson (musicista)
Paul Thompson (Newcastle upon Tyne, 13 maggio 1951) è un batterista britannico noto come uno dei membri storici dei Roxy Music, con i quali ha suonato dal 1971 al 1980 e dal 2001 in poi. Tra gli altri gruppi con cui ha suonato vi sono gli Angelic Upstarts, Concrete Blonde, Lindisfarne ed i Metaphors di Andy Mackay. Nel 2019 è stato inserito nella Rock and Roll Hall of Fame come membro dei Roxy Music.

## Biografia

### Inizi
Si appassionò di percussioni già alle scuole elementari e usando materiali trovati in casa improvvisò una rudimentale batteria, con cui accompagnava i dischi di Beatles, Rolling Stones e The Tornados. A 11 anni si fece comprare la prima vera batteria, piccola e senza grancassa, e si unì al primo gruppo di ragazzini. A casa di un amico ebbe modo di provare una batteria con grancassa ed iniziò ad accompagnare i dischi di Bobby Elliot and the Hollies. Dopo i 14 anni, convinse finalmente i genitori a comprargli una batteria Olympic con grancassa e prese a suonare con maggiore continuità.
A 15 anni abbandonò le scuole e trovò lavoro in fabbrica. Nello stesso periodo entrò a far parte del gruppo "The Urge", il cui cantante sarebbe diventato famoso con lo pseudonimo John Miles. Con questa band suonava nei club tutte le notti e prendeva più soldi che a lavorare in fabbrica, inoltre finiva la notte tardi di suonare e doveva svegliarsi la mattina alle 7. A 17 anni abbandonò il lavoro in fabbrica ed iniziò la carriera professionale di musicista. In quei primi anni continuò ad esibirsi nei club della zona di Newcastle con diversi gruppi, tra cui quello di Billy Fury. Si era appassionato di musica underground e rock progressivo, che a quel tempo non erano ben accolti nei club; cominciarono a scarseggiare gli ingaggi e Thompson si trasferì a Londra in cerca di fortuna.

### Roxy Music
Giunto nella capitale nel 1971, rispose ad un annuncio su Melody Maker con cui il cantante Brian Ferry cercava uno "stupendo batterista per un gruppo di rock d'avanguardia". Il provino andò bene, e Thompson entrò a far parte dei Roxy Music in sostituzione di Dexter Lloyd. La band si era formata da poco, non aveva ancora pubblicato alcun disco né aveva alcun contratto discografico. Agli inizi quindi non c'erano soldi e Thompson si mantenne lavorando in un cantiere edile. Alla prima delle John Peel sessions a cui presero parte i Roxy, si presentò negli studi vestito da manovale.
Nel febbraio 1972, il chitarrista David O'List lasciò il gruppo dopo un litigio con Thompson e fu sostituito da Phil Manzanera. Due settimane dopo i Roxy firmarono un contratto con la E.G. Records, tra marzo e aprile registrarono i brani di Roxy Music, l'album di esordio che fu pubblicato nel giugno 1972 e raggiunse il 10º posto nella classifica britannica. Nei mesi seguenti il gruppo divenne sempre più famoso e non ci furono più problemi di soldi.
Brian Ferry lo ha sempre presentato prima di ogni concerto con l'urlo "Il Grande Paul Thompson". Nel corso della lunga carriera, l'unico brano che ha scritto è stato Your Application's Failed, lato B del singolo dei Roxy All I Want Is You pubblicato nel 1974. Thompson ha suonato nei primi sei album dei Roxy Music e lasciò il gruppo dopo la realizzazione di Manifesto per divergenze musicali all'interno del gruppo stesso. Sarebbe rientrato nei Roxy in occasione del tour del 2001 per la riunione del gruppo, che si era sciolto nel 1983. Prese inoltre parte ai tour del 2003, 2005 e 2006. Non riuscì a portare a termine quest'ultimo per malattia, e fu sostituito da Andy Newmark. Tornò per gli ultimi tour del gruppo, che si tennero nel 2010 e 2011.

### Altre collaborazioni
Thompson rimase legato ai membri dei Roxy Music, partecipando in molti dei loro lavori da solisti. In particolare con Ferry, suonando nei suoi primi quattro album da solista già quando entrambi erano nei Roxy. Lo seguì nel tour In Your Mind del 1977, nelle registrazioni dell'album Frantic e nella tournée di promozione dell'album che durò dal 2002 al 2004. Suonò nei primi album da solista dell'altro Roxy Andy Mackay negli anni settanta e quindi sia dal vivo nel 2008 che nell'album London! New York! Rome! Paris! del 2009 con i Metaphors, il nuovo gruppo di Mackay. Ha collaborato in molti album e concerti di Phil Manzanera e dei suoi 801 e nel primo album da solista di Brian Eno, Here Come the Warm Jets del 1973.
Altre collaborazioni importanti, ma fuori dal contesto Roxy Music, sono state quelle con il gruppo punk rock/Oi! Angelic Upstarts, per i quali suonò nel disco Reason Why del 1983, con il chitarrista rock/blues Gary Moore, comparendo nel suo video Emerald Aisles Live In Ireland tour del 1985. Negli anni novanta si unì per un periodo al gruppo di alternative rock statunitense Concrete Blonde, con i quali realizzò una cover di End Of The Line dei Roxy e i due fortunati album Bloodletting e Mexican Moon. La maggior parte degli anni novanta, Thompson la trascorse suonando per band locali della nativa Newcastle. Nel 2013 è entrato a far parte dei Lindisfarne, importante gruppo folk-rock della scena di Newcastle riunitisi nel giugno di quell'anno dopo lo scioglimento del 2004.